# Ruppeliana tatia
Ruppeliana tatia är en insektsart som beskrevs av Young 1977. Ruppeliana tatia ingår i släktet Ruppeliana och familjen dvärgstritar. Inga underarter finns listade i Catalogue of Life.